# Amilcar Type M

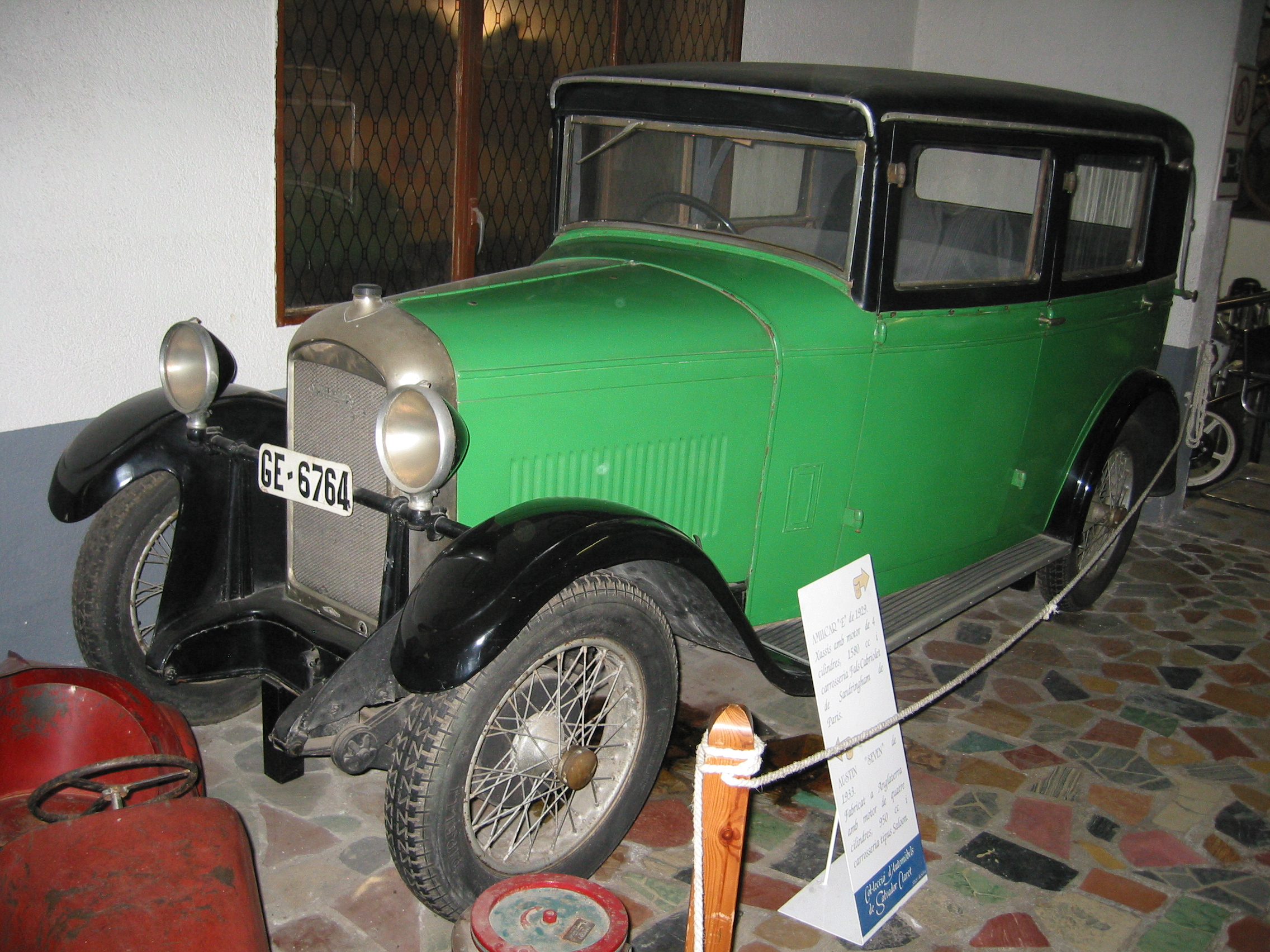
Fahrzeug von 1929 mit Karosserie von Sandringham aus Paris

Der Amilcar Type M (kurz Amilcar M) war ein Pkw der französischen Marke Amilcar.

## Beschreibung
Das Fahrzeug wurde im Oktober 1928 auf dem Pariser Autosalon präsentiert. Es löste den Amilcar Type L ab.
Der Vierzylindermotor hatte 60 mm Bohrung und 110 mm Hub. Das ergab 1244 cm³ Hubraum und eine steuerliche Einstufung mit 7 Cheval fiscal. Der Grund für den geringeren CV-Wert trotz größeren Hubraums als beim Vorgänger liegt in der niedrigeren Drehzahl. Eine andere Quelle gibt 26 PS an.
Das Fahrgestell wurde unverändert vom Vorgänger übernommen. Daraus ergeben sich 265 cm Radstand, 119 cm Spurweite, etwa 336 cm Fahrzeuglänge, 128 cm Fahrzeugbreite und etwa 800 kg Leergewicht. Auch das Dreiganggetriebe wurde übernommen.
Die Aufbauten entsprachen weitgehend dem Vorgängermodell. Bekannt sind Limousine, Tourenwagen, Cabriolet und Coupé.
Bereits nach zwölf Monaten folgte im Oktober 1929 der Nachfolger Amilcar Type M 2. Die Seriennummern von 74.001 bis 75.174 lassen auf 1174 Fahrzeuge schließen. An anderer Stelle in der Literatur werden 1174 Fahrzeuge bestätigt.
Artcurial versteigerte 2018 eine erhalten gebliebene viertürige Limousine mit Weymann-Karosserie von 1929 für 9536 Euro.